# Leask n.º 464
Leask n.º 464 es un municipio rural canadiense situado en la provincia de Saskatchewan.

## Superficie
Leask n.º 464 tiene una superficie de 1195,54 km².

## Demografía
En 2021, tenía 857 habitantes, una densidad poblacional de 0,7 hab./km², y 764 viviendas.